# Крыница-Здруй (гмина)
Крыница-Здруй (пол. Krynica-Zdrój) — городско-сельская гмина (волость) в Польше, входит как административная единица в Новосонченский повет, Малопольское воеводство. Население — 16 877 человек (на 2004 год).

## Административный центр
В состав гмины входит город Крыница-Здруй, который исполняет функцию её административного центра.

## Сельские округа
1. Берест
2. Чирна
3. Мохначка-Нижна
4. Мохначка-Выжна
5. Мушинка
6. Пёрунка
7. Поляны
8. Тылич
9. Крыница-Здруй